# Adamanterpeton
Adamanterpeton ohioensis
Genre
Espèce
Adamanterpeton est un genre d'amphibiens temnospondyles édopoïdes, de la famille des Cochleosauridae (en). Il n'est connu que par son espèce type, Adamanterpeton ohioensis, et, en 2022, le genre reste monotypique.

## Présentation
On ne connaît que l'espèce Adamanterpeton ohioensis, nommée en 1998 par Andrew Robert Milner (d) et Sandra E. K. Sequeira (d). Deux spécimens ont été découverts dans la formation riche en fossiles d'Allegheny, dite aussi formation de Linton, dans l'Ohio (États-Unis). Adamanterpeton est rare dans l'assemblage de vertébrés de la formation de Linton, d'autres amphibiens comme Sauropleura, Ophiderpeton et Colosteus étant plus courants. Contrairement aux autres vertébrés de cette formation, Adamanterpeton ohioensis peut avoir été adapté à un mode de vie terrestre.

## Étymologie
Le nom générique, Adamanterpeton, du grec ancien ἀδαμάντινος, adamántinos, « acier, diamant » et ἑρπετόν, herpetón, « animal rampant », fait référence à la Diamond Coal Mine dans le comté de Jefferson.
L'épithète spécifique, composée de ohio et du suffixe latin -ensis, « qui vit dans, qui habite », fait référence à l’État de l'Ohio.

## Publication originale
- (en) Andrew R. Milner et Sandra E. K. Sequeira, « A cochleosaurid temnospondyl amphibian from the Middle Pennsylvanian of Linton, Ohio, U.S.A. », Zoological Journal of the Linnean Society, Linnean Society of London et OUP, vol. 122, nos 1-2,‎ janvier 1998, p. 261-290 (ISSN 1096-3642 et 0024-4082, OCLC 01799617, DOI 10.1111/J.1096-3642.1998.TB02532.X, lire en ligne).